# Viktor Viktorovics Kovalenko
Viktor Viktorovics Kovalenko (ukránul: Віктор Вікторович Коваленко; Herszon, 1996. február 14. –) ukrán válogatott labdarúgó, az olasz Spezia játékosa, kölcsönben az Atalantától.

## Pályafutása

### Klubcsapatokban
Viktor Kovalenko az FK Sahtar Doneck akadémiájáról került fel a felnőtt csapathoz, 2015. február 28-án debütált az élvonalban az FK Vorszkla Poltava elleni mérkőzésen. 2021. február 1-jén az olasz Atalanta BC szerződtette 2025 nyaráig.

### Válogatottban
Részt vett a 2015-ös Új-Zélandi U20-as labdarúgó-világbajnokságon, ahol 5 góljával a torna gólkirálya lett.

## Sikerei, díjai

### Klub
- Sahtar Doneck
  - Ukrán bajnok: 2016–17, 2017–18, 2018–19
  - Ukrán kupagyőztes: 2015–16, 2016–17, 2017–18, 2018–19
  - Ukrán szuperkupa-győztes: 2015, 2017

### Egyéni
- Az U20-as labdarúgó-világbajnokság Aranycipőse: 2015
- Az Ukrán bajnokság legjobb fiatal játékosa: 2015–16